# أبو حليفة
أبو حليفة هي من المناطق الجنوبية لدولة الكويت, تقع في محافظة الأحمدي
سميت أبو حليفة كذلك لأنه كان يظهر فيها نبات يشبه الحلفاء، يسمى أيضا 'الكفتا' أو اصابع فاطمة، وكان يستخدم علاجا للعاقر، ويسهل الولادة، وكان نعتقد أن زهرتها بركة لمن يحملها، ويقال أيضا ان هذا النبات يسمى 'حنيفا' فسميت 'أبو حليفة
تتطل على شاطئ الخليج العربي وتتصف اراضيها بالغلاء الكبير الذي يقدر المتر الواحد بأكثر من 1.500 دينار لاطلالها المميزة على جزيرة فيلكا واطلالها على الخليج العربي .

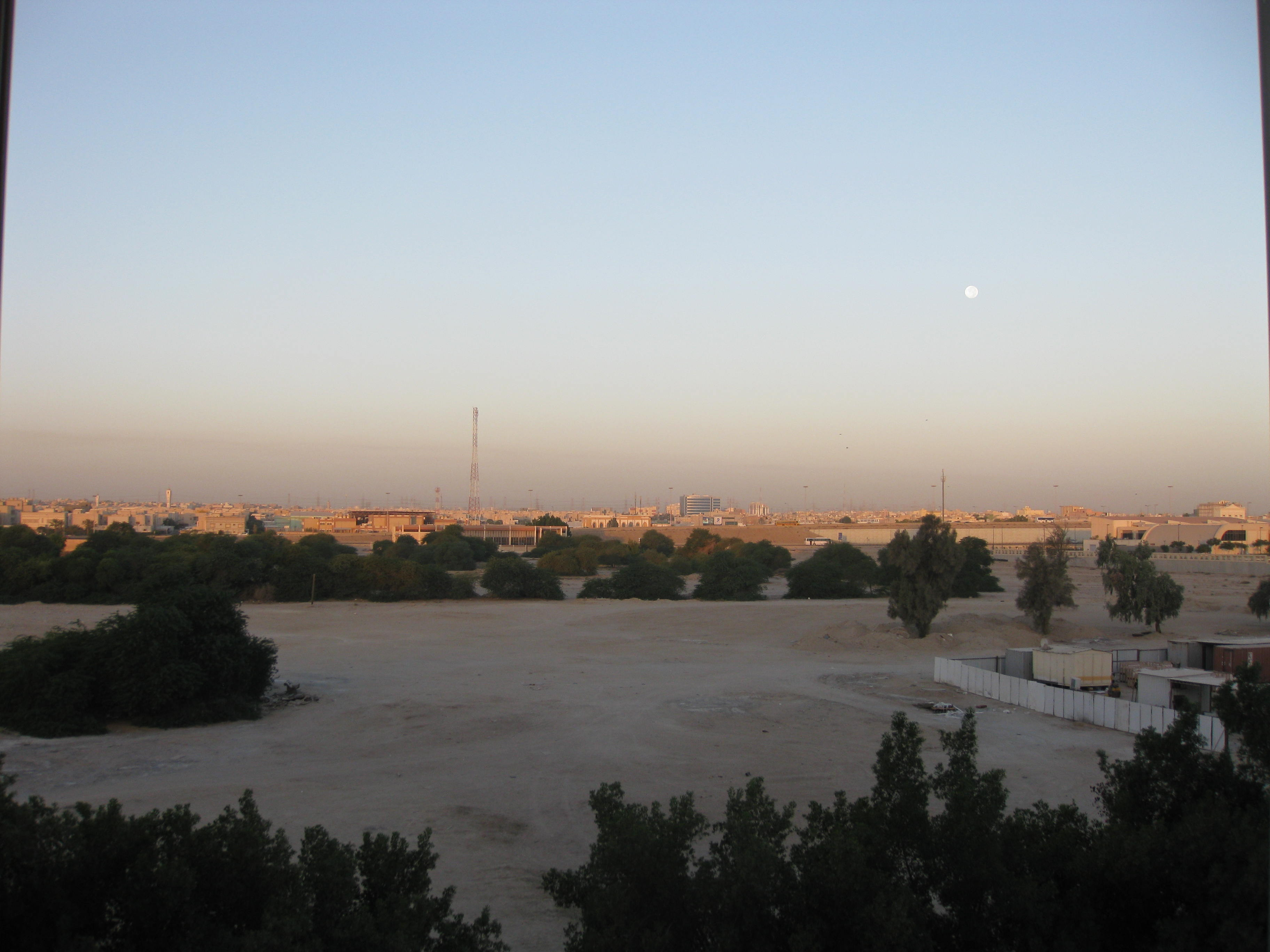
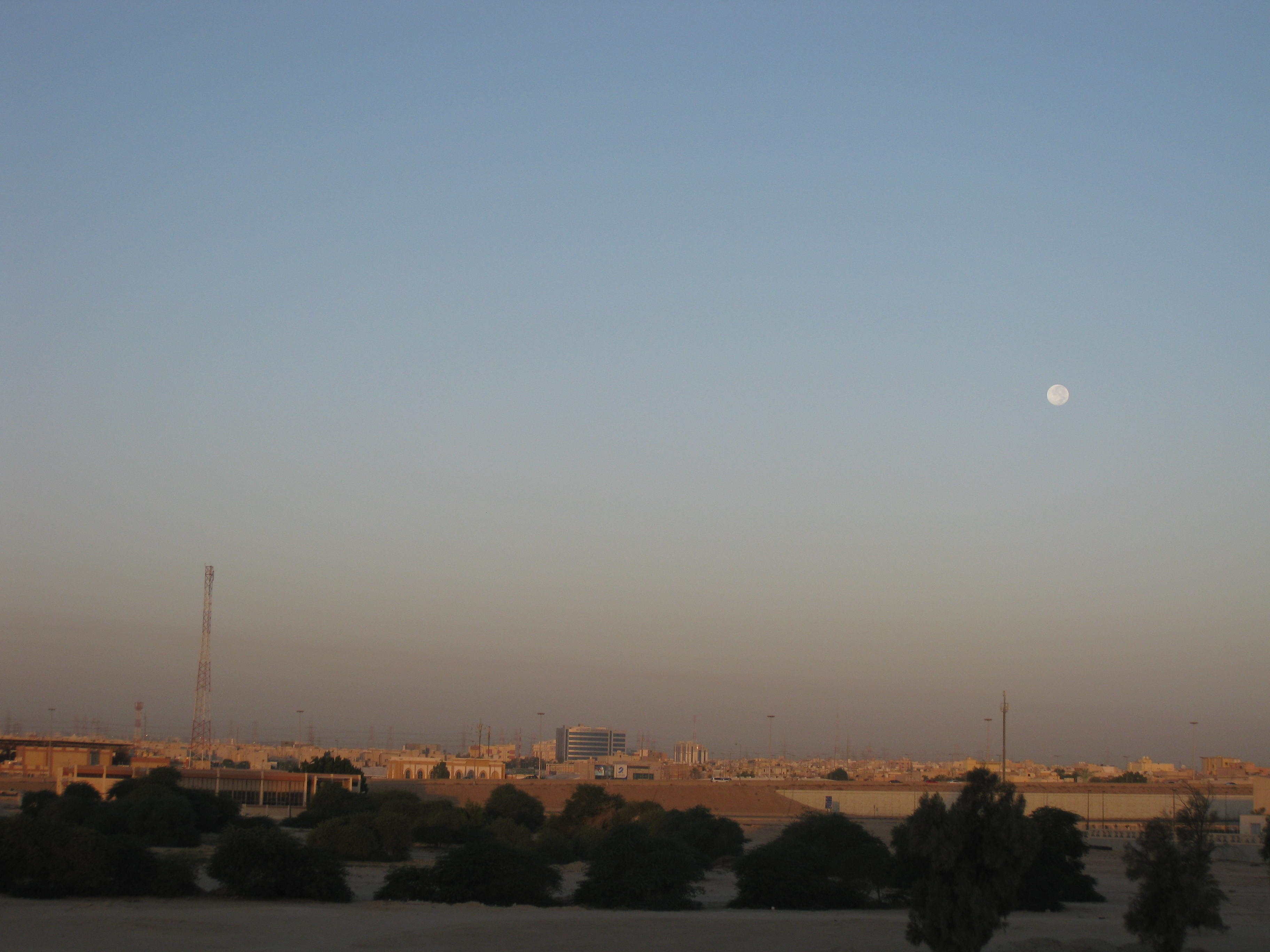
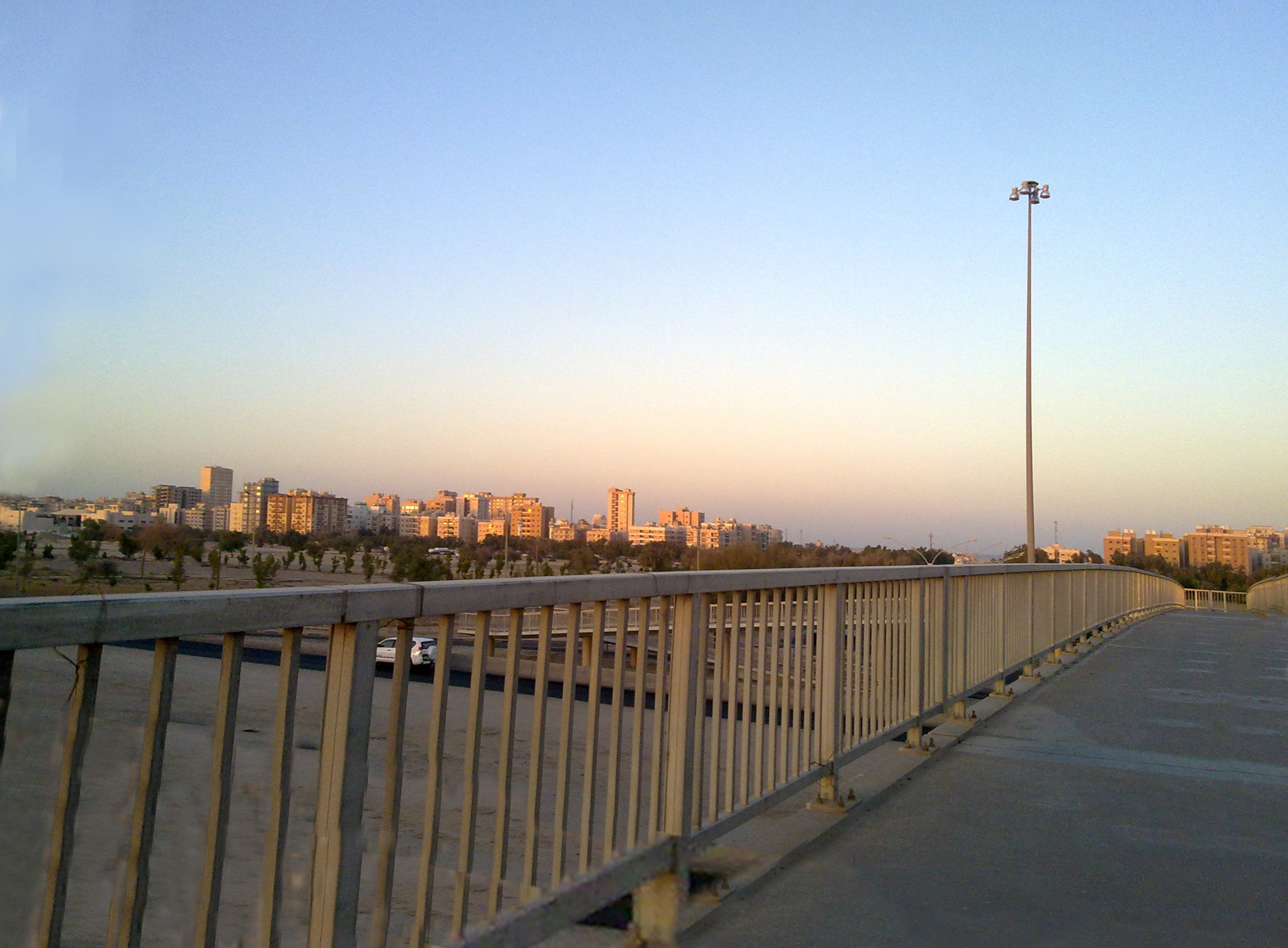
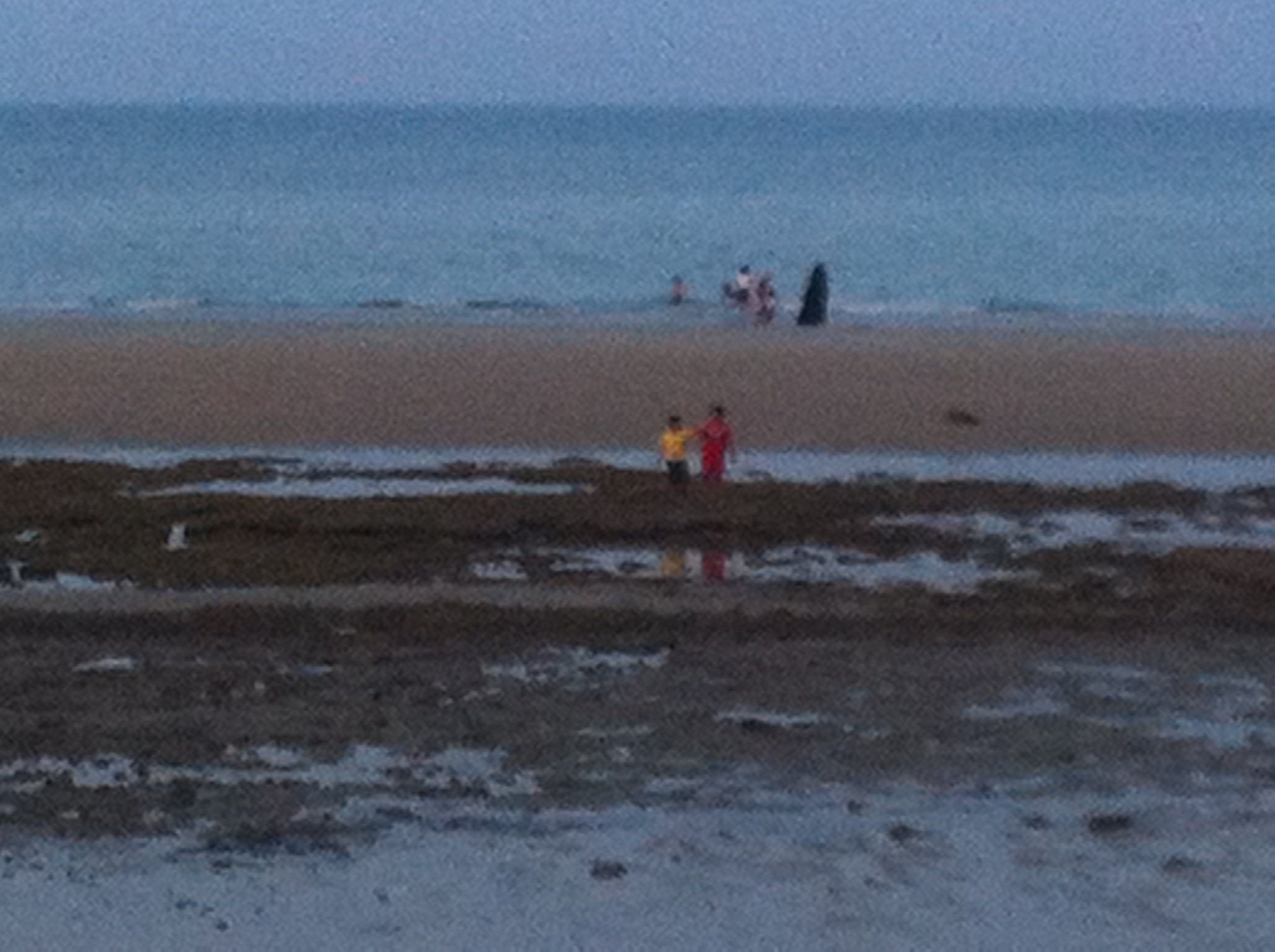